# Reinhold Bachler
Reinhold Bachler född 26 december 1944 i Eisenerz i Steiermark, är en tidigare österrikisk backhoppare som representerade WSV Eisenerz. Han deltog i tre olympiska vinterspel och satte världsrekord i skidflygning.

## Karriär
Tysk-österrikiska backhopparveckan
Reinhold Bachler kvalificerade sig till österrikiska landslaget 1964. Hans första internationella tävling var i tysk-österrikiska backhopparveckan 30 december 1965 i Oberstdorf. Han blev nummer 76 i tävlingen som också var en så kallad FIS-tävling (Världscupen i backhoppning startade inte för säsongen 1979/1980). Bachler hade 11 hela säsonger i backhopparveckan. Hans bästa resultat kom i säsongen 1975/1976 då han kom på tredjeplats sammanlagt och var bland de fem bästa i alla fyra deltävlingarna.
Skidflygning
Bachler vann sin första FIS-tävling 1967. 12 mars 1967 satte Bachler världsrekord i backhoppning i Vikersundbacken. Lars Grini hade dagen innan blivit den första att hoppa över 150 meter. Rekordet höll ett dygn innan Bachler hoppade 154 meter. Bachler har placerat sig bland de tre bästa i 8 skidflygningstävlingar. Han har två segrar i Vikersundbacken och två segrar i Letalnica bratov Gorišek i Planica. Han deltog i 4 VM i skidflygning. Hans bästa resultat kom i Heini Klopfer-backen i Oberstdorf 1973 då han blev nummer 11.
Olympiska vinterspelen
Reinhold Bachler deltog i vinter-OS 1968 i Grenoble i Frankrike. Första backhoppstävlingen, i normalbacken, ägde rum i Autrans. Bachler låg som nummer 8 efter första omgången, men hade andra omgångens bästa hopp og slutade som silvermedaljör 2,3 poäng efter segraren Jiří Raška från Tjeckoslovakien och 1,6 poäng före lagkamraten Baldur Preiml (som senare blev en av backhoppningssportens mest meriterade tränare). I stora backen blev Bachler nummer 6.
Bachler deltog också i vinter-OS 1972 i Sapporo i Japan. Han kunde inte kopiera framgångarna från OS i Grenoble. I normalbacken i Ohkurayama fick han en delad 29:e plats och under mycket svåra vindförhållanden i stora backen blev han nummer 24. Under olympiska vinterspelen 1976 på hemmaplan i Innsbruck, blev Bachler nummer 6 i normalbacken, Toni-Seelos-Schanze i Seefeld. I stora backen, Bergiselschanze, blev han nummer 5. Österrike hade alla sine fyra utövare bland de sju bästa i båda backhoppstävlingarna.
Skid-VM
Reinhold Bachler debuterade i Skid-VM 1966 i Oslo. Han blev nummer 19 i normalbacken (Midtstubakken) och nummer 12 i stora backen (Holmenkollen). Under Skid-VM 1970 i Vysoké Tatry i det dåvarande Tjeckoslovakien blev han nummer 37 i normalbacken och nummer 9 i stora backen. I Skid-VM 1974 i Falun blev han nummer 24 i normalbacken och nummer 59 i stora backen.
Reinhold Bachler avslutade sin aktiva idrottskarriär 1978.

## Senare karriär
Efter avslutad backhoppningskarriär utbildade Bachler sig till tränare. I perioden 1982 - 2000 var han verksam som tränare vid Nordischen Ausbildungszentrum (svenska: Utbildningscentum i nordisk skidsport) i hemstaden Eisenerz. 1996 mottog han hederstecknet Ehrenzeichen für Verdienste um die Republik Österreich i silver.